# Jordi Bordas i Coca
Jordi Bordas i Coca (Barcelona, 25 de desembre de 1943) és un escriptor, dramaturg i traductor català.
De ben jove ja fa uns primers intents poètics. El 1966 obté un accèssit al premi Amadeu Oller de poesia. El 1969 va estrenar i publicar l'obra de teatre juvenil La terra es belluga (El Galliner 2, Edicions 62), que va obtenir el premi de teatre de la revista Serra d'Or. També ha traduït obres al català d'Arnold Wesker, Clifford Odets i Woody Allen. Ha cotraduït amb Helena Vidal Els baixos fons de Maksim Gorki.
Jordi Bordas i Coca és entrevistat en La generació literària dels 70, d'Oriol Pi de Cabanyes i Almirall i Guillem-Jordi Graells.
Després d'un llarg parèntesi, als anys noranta torna a les lletres catalanes després d’assistir a cursos de l'Escola de narrativa literària de l'Ateneu Barcelonès amb el mestratge d’Isidre Grau, Maria Balbal, Flàvia Company i Eduard Màrquez. Obté diversos premis de contes, com l'Emili Teixidor el 1999 per L'assassí sense pietat(La Busca, 2000), el Santa Perpètua, el Joan Fuster, el Conte del Puig, el Vila de Mont-roig i el Vila de Corbera. També queda finalista del premi Àncora amb el recull Divuit dies de vacances inclòs dins el llibre Premis Literaris Àncora 2001 (Abadia de Montserrat, 2002) i del premi Mercè Rodoreda de conte amb Baixa per malaltia (Editorial Montflorit, 2006). El 2002 obté el premi Ramón Juncosa de la Catalunya del Nord pel recull de contes Congelats a domicili, publicat per l'editorial Trabucaire de Perpinyà. El 2008 apareix el volum Obra poètica (Editorial Montflorit). El 2011 publica la seva primera novel·la llarga, D'esquena al sol. El 2014 publica la segona novel·la, Comptabilitat domèstica o El misteri de la cambra tancada (La Comarcal Edicions), i la tercera, Un teacher a Barcelona, el 2017 (Terra Ignota). Forma part del col·lectiu 16 Petges, que ha publicat tres reculls de contes.

## Obres

### Narrativa
- L'assassí sense pietat. Barcelona: La Busca, 2000
- Pizza mortis. Santa Perpètua de Mogoda: Ajuntament, 2000
- Congelats a domicili. Perpinyà: El Trabucaire, 2003
- Baixa per malaltia. Barcelona: Montflorit, 2005

### Novel·la
- D'esquena al sol (2011), una crònica de la guerra civil i la postguerra.[16]
- Comptabilitat domèstica o el misteri de la cambra tancada. Argentona: La Comarcal, 2013
- Un teacher a Barcelona: Terra Ignota Ediciones, 2017

### Poesia
- Dos inèdits. Barcelona: Premi Amadeu Oller, 1966
- Obra poètica: Editorial Montflorit, 2008[17]

### Traduccions publicades
- La cuina[18], d'Arnold Wesker. Edicions 62. Col·lecció el Galliner.
- Tot esperant l'esquerrà[19]. Clifford Odets. Edicions Robrenyo.
- Els baixos fons[20]. Maxim Gorki. Edicions 62.

### Teatre
- La terra es belluga, representada al Teatre Romea el 1968 i pel RTVE el 1977.[3][21]

## Premis
- Crítica Serra d'Or de teatre, 1969: La terra es belluga[3]
- Emili Teixidor de narrativa de Roda de Ter, 1999: L'assassí sense pietat[22]
- Finalista del premi Mercé Rodoreda per: Baixa per malaltia.[22]
- Nit de Sant Jordi de Perpinyà - Ramon Juncosa de narracions curtes, 2002: Congelats a domicili[12]